# オマール・マクレオド
オマール・マクレオド（Omar McLeod、1994年4月25日 ‐ ）は、ジャマイカ・キングストン出身の陸上競技選手。専門は110mハードルで、自己ベストは世界歴代5位およびジャマイカ記録の12秒90。2016年リオデジャネイロオリンピック男子110mハードルの金メダリスト。オリンピックと世界選手権を通じて、ジャマイカにこの種目初の金メダルをもたらした選手である。また、100mの自己ベストは9秒99で、100mの10秒の壁と110mハードルの13秒の壁の両方を破った史上初の選手でもある。

## 経歴
最初に始めたスポーツは陸上競技だったが、その後にバスケットボールとサッカーにも取り組んだ。

### 高校時代
高校はマンチェスター高校 (Manchester High School) に進学したが、後にキングストンカレッジ (kingston college) へ編入した。両方の高校でチャンプス (en) （10-19歳が対象のジャマイカの全国学校対抗陸上競技大会）に出場するなど活躍。キングストンカレッジ在籍時の2013年大会では、クラス1の男子110mハードルを13秒24（+0.5）、オープンの男子400mハードルを49秒98（ジュニアジャマイカ選手初の49秒台）と両種目をジュニアジャマイカ新記録（ともに当時）で制し、ハードル2冠を達成した。
高校時代には数多くの国際大会を経験した。16歳の時に2010年カリフタゲームズ (en) （U17）で国際大会デビューを果たすと、その後はカリフタゲームズと中米カリブジュニア選手権 (en) のハードル種目やリレー種目で優勝するなどメダルを量産。世界大会でメダルを獲得することはできなかったが、2011年世界ユース選手権は男子110mハードルの4位（3位と0秒10差）、男子400mハードルの8位（予選で51秒74の自己ベスト）と2種目で入賞を果たし、2012年世界ジュニア選手権は2走を務めた男子4×400mリレー予選で決勝進出に貢献した（決勝は未出場）。

### 大学時代（プロ転向前）
ジャマイカに残ってプロ選手になる道もあったが、陸上競技の奨学金を得てアメリカのアーカンソー大学に進学し、アーカンソー・レイザーバックスの一員となった。
最初はシニア規格のハードルの高さや、初めて走る室内でのレースに戸惑っていたが、アーカンソー・レイザーバックスの一員になってから最初の全国大会となった2014年3月の全米学生（NCAA）室内選手権男子60mハードルで優勝し、いきなり全米学生タイトルを獲得した。しかし、6月の全米学生選手権男子110mハードル予選でハムストリングスを痛めたため、残りのシーズンを棒に振った。
2015年3月の全米学生室内選手権男子60mハードル決勝を7秒45の室内ジャマイカ新記録および室内全米学生新記録（ともに当時）で制し、大会2連覇を達成。更に6月の全米学生選手権は、1走を務めた4×100mリレーで38秒47の優勝に貢献すると、約40分後の男子110mハードル決勝では追い風参考記録ながら12秒台に迫る13秒01（+3.9）で優勝を飾り、大会2冠を達成した。
同年6月27日のジャマイカ選手権男子110mハードル決勝で今季世界最高記録（当時）およびジャマイカ歴代2位（当時）の記録となる12秒97（+1.0）をマーク。自己ベスト（13秒21）を大幅に塗り替え、自身初となる12秒台で初優勝を飾った。
大学の屋外シーズン終了後にナイキと契約し、プロに転向した。しかし、アーカンソー大学を退学せず、引き続き大学で経営学を学ぶ。

### 2015年
7月7日のジュライ・イシュトヴァーン記念 (Gyulai István Memorial) 男子110mハードルでプロデビューを果たしたが、ハムストリングスの肉離れにより途中棄権に終わった。
シニア世界大会デビューとなった8月の北京世界選手権男子110mハードルは、出場した選手の中では今季世界ランク1位（12秒97）だったが、決勝には進出したものの13秒18（+0.1）の6位に終わり、初出場でメダル獲得とはならなかった。

### 2016年

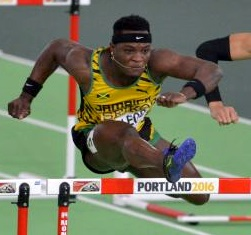
2016年ポートランド世界室内選手権

3月20日のポートランド世界室内選手権男子60mハードル決勝で7秒41の室内今季世界最高タイ記録および室内ジャマイカ新記録を樹立。パスカル・マルティノ＝ラガルドや今季世界ランク1位（7秒41）のディミトリ・バスクらを抑えて優勝し、初の世界タイトルを獲得した。また、この種目におけるジャマイカ勢のメダル獲得は、2004年ブダペスト大会で銅メダルを獲得したモーリス・ウィグナル以来2人目であり、金メダル獲得は史上初の快挙だった。
自身5年ぶりの100mのレースとなった4月23日のジョン・マクドネル招待 (John McDonnell Invitational) 男子100mで9秒99（+2.0）をマーク。それまでの自己ベスト（11秒02）を大幅に更新し、100mの10秒の壁と110mハードルの13秒の壁を破る史上初の選手となった。
5月のダイヤモンドリーグ・上海大会男子110mハードルでは、他の選手のフライングによってスタートが2回もやり直されるという状況の下、今季世界最高記録となる12秒98（+1.2）をマーク。7月のジャマイカ選手権男子110mハードルは決勝で13秒01（+0.4）をマークし、12秒台に迫るタイムで2連覇を飾った。
オリンピックデビューとなった8月のリオデジャネイロオリンピック男子110mハードルは、今季唯一の12秒台（12秒98）をマークしている優勝候補として出場した。予選を13秒27（+0.1）、準決勝を13秒15（-0.1）と、両ラウンドを全体1位のタイムで突破すると、迎えた決勝では13秒05（+0.2）をマークし、オルランド・オルテガ（13秒17）やディミトリ・バスク（13秒24）らを抑えて優勝した。この種目におけるジャマイカ勢のメダル獲得は、2012年ロンドン大会で銅メダルを獲得したハンズル・パーチメント以来2人目であり、金メダル獲得は世界選手権を含めても史上初の快挙だった。
ダイヤモンドリーグ男子100mのポイント対象最終レースとなった9月11日のチューリッヒ大会男子100mに出場すると、出場選手全員の自己ベストが9秒台という中、10秒12（+0.4）で6位に入り2ポイントを獲得した。

### 2017年

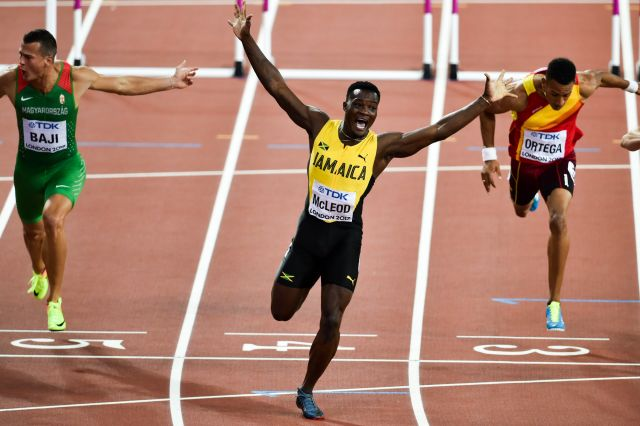
2017年ロンドン世界選手権 (中央)

2月17日のArkansas qualifier男子200mで20秒48の室内ジャマイカ新記録を樹立し、2005年にオマール・ブラウンがマークした20秒52を更新した。
6月24日のジャマイカ選手権決勝男子110mハードル決勝で世界歴代5位の記録となる12秒90（+0.7）をマーク。自己ベスト（12秒97）を2年ぶりに更新するとともに、2014年にハンズル・パーチメントが樹立したジャマイカ記録（12秒94）を塗り替えて3連覇を達成した。
8月のロンドン世界選手権男子110mハードルには今季唯一の12秒台（12秒90と12秒96）をマークしている優勝候補として臨むと、7日の決勝では12秒台に迫る13秒04（0.0）をマークし、ディフェンディングチャンピオンであり今季世界ランク2位（13秒01）のセルゲイ・シュベンコフを0秒10抑えて優勝した。これは今大会でジャマイカ勢が獲得した初の金メダルであり、世界選手権のこの種目でジャマイカ勢が獲得した初の金メダルでもあった。12日の男子4×100mリレー決勝では1走を務めたが（予選は未出場）、3番手でバトンを受け取ったアンカーのウサイン・ボルトが30mほど走ったところで負傷したため、ジャマイカは途中棄権に終わった。

## 人物
- レースでは緑と黄色のビーズのネックレスを首に下げ、口にくわえながら走っているが、このネックスレスは2014年4月に27歳で亡くなった叔母の形見である。マクレオドの叔母の中では最年少で、姉弟や親友のような関係だった。マクレオドに高校卒業後に即プロにならず大学進学を説くなど、人生に影響を与えた人物だった[34][35][36]。
- 趣味はビーチバレーで、大学のチームメイトと一緒に遊んでいる。ポジションはライトヒッター[34]。

## 自己ベスト
- 記録欄の（　）内の数字は風速（m/s）で、+は追い風を意味する。

| 種目         | 記録          | 年月日        | 場所             | 備考                       |
| 屋外         | 屋外          | 屋外          | 屋外             | 屋外                       |
| ------------ | ------------- | ------------- | ---------------- | -------------------------- |
| 100m         | 9秒99 (+2.0)  | 2016年4月23日 | フェイエットビル |                            |
| 200m         | 20秒49 (+2.0) | 2018年3月29日 | ゲインズビル     |                            |
| 110mハードル | 12秒90 (+0.7) | 2017年6月24日 | キングストン     | 世界歴代5位 ジャマイカ記録 |
| 400mハードル | 49秒98        | 2013年3月15日 | キングストン     | 元ジュニアジャマイカ記録   |
| 室内         |               |               |                  |                            |
| 60m          | 6秒61         | 2017年2月17日 | フェイエットビル |                            |
| 200m         | 20秒48        | 2017年2月17日 | フェイエットビル | 室内ジャマイカ記録         |
| 400m         | 47秒41        | 2015年1月9日  | フェイエットビル |                            |
| 60mハードル  | 7秒41         | 2016年3月20日 | ポートランド     | 室内ジャマイカ記録         |

### ハードル（シニア規格以外）
| 種目                      | 記録          | 年月日        | 場所         | 備考                     |
| 屋外                      | 屋外          | 屋外          | 屋外         | 屋外                     |
| ------------------------- | ------------- | ------------- | ------------ | ------------------------ |
| 110mハードル (高さ91.4cm) | 13秒61 (+0.1) | 2011年7月8日  | リール       |                          |
| 110mハードル (高さ99.0cm) | 13秒24 (+0.5) | 2013年3月16日 | キングストン | 元ジュニアジャマイカ記録 |
| 400mハードル (高さ84.0cm) | 51秒74        | 2011年7月6日  | リール       |                          |

## 主な成績
- 備考欄の記録は当時のもの

| 年   | 大会                                | 場所             | 種目      | 結果 | 記録            | 備考                   |
| ---- | ----------------------------------- | ---------------- | --------- | ---- | --------------- | ---------------------- |
| 2010 | カリフタゲームズ (en) (U17)         | ジョージタウン   | 110mH     | 2位  | 13秒29 (+1.0)   |                        |
| 2010 | カリフタゲームズ (en) (U17)         | ジョージタウン   | 4x100mR   | 優勝 | 41秒62 (1走)    |                        |
| 2010 | 中米カリブジュニア選手権 (en) (U17) | サントドミンゴ   | 110mH     | 優勝 | 13秒14 (-1.2)   |                        |
| 2011 | カリフタゲームズ (en) (U20)         | モンテゴ・ベイ   | 110mH     | 3位  | 14秒10 (-0.8)   |                        |
| 2011 | カリフタゲームズ (en) (U20)         | モンテゴ・ベイ   | 400mH     | 優勝 | 52秒42          |                        |
| 2011 | カリフタゲームズ (en) (U20)         | モンテゴ・ベイ   | 4x400mR   | 2位  | 3分09秒41 (3走) |                        |
| 2011 | 世界ユース選手権 (en)               | リール           | 110mH     | 4位  | 13秒61 (+0.1)   | 自己ベスト             |
| 2011 | 世界ユース選手権 (en)               | リール           | 400mH     | 8位  | 52秒82          | 予選51秒74：自己ベスト |
| 2011 | 世界ユース選手権 (en)               | リール           | メドレーR | 決勝 | DNS (1走)       | 予選1分53秒66 (4走)    |
| 2012 | カリフタゲームズ (en) (U20)         | ハミルトン       | 400mH     | 優勝 | 52秒35          |                        |
| 2012 | カリフタゲームズ (en) (U20)         | ハミルトン       | 4x400mR   | 3位  | 3分12秒48 (2走) |                        |
| 2012 | 中米カリブジュニア選手権 (en) (U20) | サンサルバドル   | 4x400mR   | 優勝 | 3分08秒94 (3走) |                        |
| 2012 | 世界ジュニア選手権                  | バルセロナ       | 4x400mR   | 予選 | 3分08秒83 (2走) | 決勝進出               |
| 2013 | カリフタゲームズ (en) (U20)         | ナッソー         | 110mH     | 2位  | 13秒57 (NWI)    |                        |
| 2013 | カリフタゲームズ (en) (U20)         | ナッソー         | 400mH     | 優勝 | 51秒46          |                        |
| 2013 | カリフタゲームズ (en) (U20)         | ナッソー         | 4x400mR   | 優勝 | 3分05秒68 (2走) | 大会記録               |
| 2015 | 世界選手権                          | 北京             | 110mH     | 6位  | 13秒18 (+0.1)   |                        |
| 2016 | 世界室内選手権                      | ポートランド     | 60mH      | 優勝 | 7秒41           | 室内ジャマイカ記録     |
| 2016 | オリンピック                        | リオデジャネイロ | 110mH     | 優勝 | 13秒05 (+0.2)   |                        |
| 2017 | 世界選手権                          | ロンドン         | 110mH     | 優勝 | 13秒04 (0.0)    |                        |
| 2017 | 世界選手権                          | ロンドン         | 4x100mR   | 決勝 | DNF (1走)       |                        |

### ダイヤモンドリーグ
- ダイヤモンドリーグの総合成績を記載。獲得ポイント欄の（　）内は出場したポイント対象レースの数を意味する。

| 年   | 種目 | 総合順位 | 獲得ポイント |
| ---- | ---- | -------- | ------------ |
| 2016 | 100m | 8位      | 2 (1レース)  |

- 優勝したダイヤモンドリーグの大会を記載（個人種目のみ）。金色の背景はポイント対象レースを意味する。

| 年   | 大会                         | 場所         | 種目  | 記録          | 備考 |
| ---- | ---------------------------- | ------------ | ----- | ------------- | ---- |
| 2016 | カタールスーパーグランプリ   | ドーハ       | 110mH | 13秒05 (+0.4) |      |
| 2016 | 上海ゴールデングランプリ     | 上海         | 110mH | 12秒98 (+1.2) |      |
| 2016 | プレフォンテイン・クラシック | ユージーン   | 110mH | 13秒06 (+0.7) |      |
| 2017 | 上海ゴールデングランプリ     | 上海         | 110mH | 13秒09 (+0.5) |      |
| 2017 | プレフォンテイン・クラシック | ユージーン   | 110mH | 13秒01 (+0.9) |      |
| 2018 | 上海ゴールデングランプリ     | 上海         | 110mH | 13秒16 (+0.2) |      |
| 2018 | プレフォンテイン・クラシック | ユージーン   | 110mH | 13秒01 (+3.0) |      |
| 2019 | 上海ゴールデングランプリ     | 上海         | 110mH | 13秒12 (+0.7) |      |
| 2019 | 英国グランプリ               | バーミンガム | 110mH | 13秒21 (-0.2) |      |
| 2021 | ゴールデンガラ               | フィレンツェ | 110mH | 13秒01 (-0.1) |      |